# Intendente regional de Chile
El intendente regional, o simplemente intendente, fue la autoridad en que residía el gobierno interior de cada una de las 16 regiones en que se divide Chile y, además, participaba en la administración superior de cada región, como órgano que integraba, junto al Consejo regional, los respectivos Gobiernos regionales (GORE). Por lo anterior, el intendente fue un órgano de gobierno desconcentrado territorialmente y, también, fue un órgano administrativo descentralizado.
Eran nombrados por el presidente de la República y se mantenían en sus funciones mientras contaran con su confianza. El intendente ejercía sus funciones en la capital regional, sin perjuicio de que podía desempeñarlas transitoriamente en otras localidades de la respectiva región.
Como órgano desconcentrado territorialmente, el intendente ejercía sus funciones de gobierno interior de una región con arreglo a las leyes y a las órdenes e instrucciones del presidente de la República, de quien es su representante natural e inmediato en el territorio de su jurisdicción. Asimismo, como autoridad descentralizada administrativamente, el intendente fue el órgano ejecutivo del respectivo Gobierno Regional.
El intendente contaba con la colaboración directa de los Secretarios Regionales Ministeriales (Seremi), quienes, sin perjuicio de su condición de representantes del ministerio respectivo en la región, están subordinado al mismo, en todo lo relativo a la elaboración, ejecución y coordinación de las políticas, planes, presupuestos, proyectos de desarrollo y demás materias que sean de competencia del gobierno regional.
Una reforma constitucional de 2017 dispuso la elección popular del órgano ejecutivo del gobierno regional, creando el cargo de gobernador regional y estableciendo una delegación presidencial regional, a cargo de un delegado presidencial regional, el cual representa al poder ejecutivo y supervisa las regiones en conjunto a los delegados presidenciales provinciales. Tras las primeras elecciones regionales en 2021, y desde que asumieron sus funciones los gobernadores regionales y delegados presidenciales regionales, el 14 de julio de 2021, el cargo de intendente desapareció en dicha fecha mencionada.

## Historia
El cargo de intendente regional fue creado en el marco del proceso de regionalización iniciado en 1975.  Posteriormente, esta figura fue contemplada en la Constitución Política de la República de Chile de 1980. 
Tiene como antecedente directo el cargo de intendente provincial, regulado en las Constituciones Políticas de 1828, 1833 y 1925.
Entre 1993 y 2014, al intendente regional le correspondió, ex officio, presidir el Consejo Regional respectivo.
El cargo de Intendente Regional desapareció el 14 de julio de 2021, con la creación de los cargos de Gobernador Regional y Delegado Presidencial Regional, los cuales se distribuyen las atribuciones de este extinto cargo.

## Nombramiento y requisitos
El intendente regional fue nombrado por el presidente de la República y se mantenía en sus funciones mientras contara con su confianza.
Para ser designado intendente se requería:
- Ser ciudadano con derecho a sufragio.
- Tener cumplidos 21 años de edad y reunir los requisitos generales para el ingreso a la Administración Pública chilena.
- No estar inhabilitado para el ejercicio de funciones o cargos públicos.
- No hallarse declarado en quiebra calificada como culpable o fraudulenta por sentencia ejecutoriada.
- Residir en la región respectiva, a lo menos, en los últimos dos años anteriores a su designación.

No puede ser intendente el que tuviere dependencia de sustancias o drogas estupefacientes o sicotrópicas ilegales, a menos que justifique su consumo por un tratamiento médico. Para asumir el cargo, el interesado debía prestar una declaración jurada que acredite que no se encontraba afecto a esta causal de inhabilidad.
El cargo de intendente fue incompatible con el de gobernador provincial, alcalde, concejal, miembro del consejo económico y social provincial y de consejero regional.

## Subrogación y cesación en el cargo
El intendente era subrogado por el gobernador de la provincia asiento de la capital regional y, a falta de este, por el funcionario de más alto grado del respectivo escalafón administrativo; lo anterior se entiende sin perjuicio de la facultad del presidente para designar un suplente.
Los intendentes cesaban en sus cargos por las siguientes causales:
- Pérdida de cualquiera de los requisitos habilitantes establecidos para su desempeño.
- Aceptación de un cargo incompatible.
- Inscripción como candidato a un cargo de elección popular.
- Aceptación de renuncia.
- Remoción dispuesta por el presidente de la República.
- Destitución por acuerdo del Senado, en juicio político, conforme a lo dispuesto en el artículo 49 N.º 1 de la Constitución Política de la República.

## Atribuciones
Los intendentes ejercían sus funciones en la capital regional, sin perjuicio de que podrían ejercerlas, transitoriamente, en otras localidades de su territorio jurisdiccional.
Contaban con la colaboración directa de los Secretarios Regionales Ministeriales, quienes, sin perjuicio de su condición de representantes del ministerio respectivo en la región, están subordinado al mismo, en todo lo relativo a la elaboración, ejecución y coordinación de las políticas, planes, presupuestos, proyectos de desarrollo y demás materias que sean de competencia del gobierno regional.
El intendente, como órgano desconcentrado territorialmente, ejercía las funciones de gobierno interior de una región, con arreglo a las leyes y a las órdenes e instrucciones del presidente de la República, de quien es su representante natural e inmediato en el territorio de su jurisdicción. 
Asimismo, como autoridad descentralizada administrativamente, el intendente se desempeñaba como el órgano ejecutivo del respectivo Gobierno Regional.

### Gobierno interior de la región
Correspondía al intendente, en su calidad de representante del presidente de la República en la región:
- Dirigir las tareas de gobierno interior en la región, de conformidad con las orientaciones, órdenes e instrucciones que le imparta el presidente de la República directamente o a través del Ministerio del Interior.
- Velar porque en el territorio de su jurisdicción se respete la tranquilidad, orden público y resguardo de las personas y bienes.
- Requerir el auxilio de la fuerza pública en el territorio de su jurisdicción, en conformidad a la ley.
- Mantener permanentemente informado al presidente de la República sobre el cumplimiento de las funciones del gobierno interior en la región, como asimismo sobre el desempeño de los gobernadores y demás jefes regionales de los organismos públicos que funcionen en ella.
- Dar cuenta, en forma reservada, al presidente de la República, para efectos de lo dispuesto en el N.º 15 del artículo 32 de la Constitución Política de la República, de las faltas que notare en la conducta ministerial de los jueces y demás empleados del Poder Judicial.
- Conocer y resolver los recursos administrativos que se entablen en contra de las resoluciones adoptadas por los gobernadores en materias de su competencia.
- Aplicar administrativamente las disposiciones de la Ley de Extranjería, pudiendo disponer la expulsión de los extranjeros del territorio nacional, en los casos y con arreglo a las formas previstas en ella.
- Efectuar denuncias o presentar requerimientos a los tribunales de justicia, conforme a las disposiciones legales pertinentes.
- Representar extrajudicialmente al Estado en la región para la realización de los actos y la celebración de los contratos que queden comprendidos en la esfera de su competencia.
- Ejercer la coordinación, fiscalización o supervigilancia de los servicios públicos creados por ley para el cumplimiento de la función administrativa, que operen en la región.
- Proponer al presidente de la República una terna para la designación de los secretarios regionales ministeriales.
- Proponer al presidente de la República, en forma reservada, con información al ministro del ramo, la remoción de los secretarios regionales ministeriales. En la misma forma, puede proponer al ministro respectivo o jefe superior del servicio, en su caso, la remoción de los jefes regionales de los organismos públicos que funcionen en la región.
- Hacer presente a la autoridad administrativa competente del nivel central, con la debida oportunidad, las necesidades de la región.
- Adoptar las medidas necesarias para la adecuada administración de los complejos fronterizos establecidos o que se establezcan en la región, en coordinación con los servicios nacionales respectivos.
- Adoptar todas las medidas necesarias para prevenir y enfrentar situaciones de emergencia o catástrofe.
- Dictar las resoluciones e instrucciones que estime necesarias para el ejercicio de sus atribuciones.
- Cumplir las demás funciones que le asignen las leyes y las atribuciones que el presidente de la República le delegue, incluida la de otorgar personalidad jurídica a las corporaciones y fundaciones que se propongan desarrollar actividades en el ámbito de la región, ejerciendo al efecto las facultades que señalan los artículos 546, 548, 561 y 562 del Código Civil.

El intendente podía delegar en los gobernadores provinciales determinadas atribuciones, no pudiendo ejercer la competencia delegada sin revocar previamente la delegación.

### Administración superior de la región
Sin perjuicio de las facultades que le correspondían en su calidad de representante del presidente de la República en la región, el intendente fue el órgano ejecutivo 
del gobierno regional. El intendente debía ejercer sus funciones con arreglo a la Constitución Política de la República, a las leyes, a los reglamentos supremos y a los reglamentos regionales.
Correspondía al intendente, en su calidad de órgano ejecutivo del gobierno regional:
- Formular políticas de desarrollo de la región, considerando las políticas y planes comunales respectivos, en armonía con las políticas y planes nacionales.
- Someter al consejo regional los proyectos de planes y las estrategias regionales de desarrollo y sus modificaciones, así como proveer a su ejecución.
- Someter al consejo regional el proyecto de presupuesto del gobierno regional y sus modificaciones, ajustados a las orientaciones y límites que establezcan la política nacional de desarrollo, la Ley de Presupuestos de la Nación y demás normas legales sobre la administración financiera del Estado.
- Proponer al consejo regional la distribución de los recursos del Fondo Nacional de Desarrollo Regional que correspondan a la región, así como de las inversiones sectoriales de asignación regional, y de los recursos propios que el gobierno regional obtenga en aplicación de lo dispuesto por el artículo 19, N.º 20°, de la Constitución Política de la República.
- Proponer al consejo regional la celebración de los convenios de programación a que se refiere el artículo 81 de la ley orgánica constitucional sobre gobierno y administración regional.
- Proponer al consejo regional los proyectos de reglamentos regionales que regulen materias propias de la competencia del gobierno regional, en conformidad a las leyes y a los reglamentos supremos correspondientes.
- Representar judicial y extrajudicialmente al gobierno regional, pudiendo ejecutar los actos y celebrar los contratos de su competencia o los que le encomiende el consejo.
- Nombrar y remover a los funcionarios que la ley determine como de su confianza.
- Velar por el cumplimiento de las normas sobre probidad administrativa contenidas en la Ley N.º 18.575, en lo que corresponda.
- Ejercer la administración de los bienes y recursos propios del gobierno regional, con sujeción a las disposiciones legales y reglamentarias aplicables y a las normas que el consejo regional pueda adoptar sobre la materia.
- Administrar, en los casos que determine la ley, los bienes nacionales de uso público.
- Coordinar, supervigilar o fiscalizar, según corresponda, a los servicios públicos creados por ley para el cumplimiento de las funciones administrativas que operen en la región, directamente o a través de las respectivas secretarías regionales ministeriales, para la debida ejecución de las políticas, planes y proyectos de desarrollo regional, así como de los que sean propios de la competencia del gobierno regional.
- Resolver los recursos administrativos que se entablen en contra de las resoluciones de los secretarios regionales ministeriales y de los jefes de los servicios públicos que operen en la región, en materias propias del gobierno regional, según lo establezcan las leyes respectivas.
- Informar al consejo regional oportunamente respecto de las proposiciones de programas y proyectos a que se refiere el artículo 21 de la ley orgánica constitucional sobre gobierno y administración regional, así como dar a conocer a las autoridades a que dicho precepto se refiere, el plan de desarrollo regional.
- Dictar las resoluciones e instrucciones que estime necesarias para el ejercicio de sus atribuciones.
- Promulgar, previo acuerdo del consejo regional, los planes regionales de desarrollo urbano, los planes reguladores metropolitanos, intercomunales, comunales y seccionales conforme a las normas de la Ley General de Urbanismo y Construcciones.
- Responder, dentro del plazo de veinte días hábiles y por escrito, los actos de fiscalización que realice el consejo en su conjunto y las informaciones solicitadas por los consejeros en forma individual.
- Asistir a cualquier sesión del consejo regional cuando lo estimare conveniente, pudiendo tomar parte en sus debates con preferencia para hacer uso de la palabra, pero sin derecho a voto.
- Proponer al presidente del consejo, antes del inicio de la sesión respectiva, la inclusión de una o más materias en aquella.
- Ejercer las demás atribuciones que la ley le confiera.

## Remuneraciones y prerrogativas
Los intendentes regionales percibían, por el desempeño de su cargo, el sueldo correspondiente al grado 1A de la Escala Única de Sueldos (EUS) de la Administración Pública, creada por el Decreto Ley N.º 249, de 31 de diciembre de 1973, más asignaciones y bonificaciones especiales —como la asignación de dirección superior, la asignación de responsabilidad y asignaciones de zona y de zona extrema— y gastos de representación.
La remuneración bruta mensual de los intendentes, que incluye sueldo base, asignaciones y gastos de representación, y sin considerar los descuentos legales u obligatorios —es decir, impuestos e imposiciones de seguridad social—, al año 2015, variaba entre CLP$ 6 898 245 (Intendente de la Región Metropolitana), y $ 8 481 070 (de Magallanes), dependiendo de la asignación de zona y asignación de zona extrema que pudiera corresponderle. 
Los intendentes regionales, fueron representantes naturales e inmediatos del presidente en el territorio de la respectiva región, al igual que este, poseen edecanes o ayudantes militares, de las Fuerzas Armadas (Ejército, Armada, Fuerza Aérea) o de Carabineros.